# Mamokgethi Phakeng

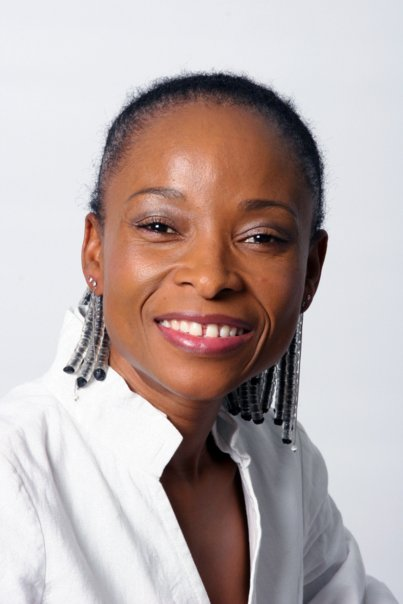
Mamokgethi Phakeng (2010)

Rosina Mamokgethi Phakeng (geb. Mmutlana, zeitweise Mamokgethi Setati) GCOB (* 1. November 1966 in Pretoria) ist eine südafrikanische Professorin für Mathematikdidaktik. Seit 2018 ist sie Vizekanzlerin der Universität Kapstadt (UCT).

## Leben und Wirken
Mmutlana wurde als Tochter von Frank und Wendy Mmutlana (geb. Thipe) in Eastwood, Pretoria, geboren. Ihre Mutter ging nach der Geburt ihrer drei Kinder wieder zur Schule, um später als Lehrerin zu arbeiten. Ihr Vater war einer der ersten schwarzen Radiosprecher bei der South African Broadcasting Corporation (SABC). Von 1988 bis 2007 war sie mit Richard Setati verheiratet, 1990 kam ihr gemeinsamer Sohn auf die Welt. 2012 heiratete sie Madimetja Lucky Phakeng und nahm dessen Familiennamen an.
Sie erwarb einen Bachelor of Science in reiner Mathematik an der University of the North-West, und einen Master of Science in Mathematikdidaktik an der Witwatersrand-Universität. Im Jahr 2002 erhielt sie als erste schwarze Südafrikanerin einen Doktortitel in Mathematikdidaktik.
Im Jahr 2004 gründete sie die gemeinnützige Organisation Adopt-A-Learner, um Lernende mit geringem Einkommen finanziell zu unterstützen.
Im Januar 2017 wurde sie zur stellvertretenden Vizekanzlerin für Forschung und Internationalisierung der UCT ernannt, 2018 wurde sie Vizekanzlerin der UCT.
Im September 2022 gewann Mamokgethi Phakeng die erste Africa Education Medal. Mamokgethi Phakeng wurde für ihr Engagement zur Förderung der Bildung in Afrika ausgewählt, insbesondere für ihre Forschung zu Sprachpraktiken im mehrsprachigen Mathematikunterricht.
Nachdem im Oktober 2022 Kritik an Phakengs Führungsverhalten öffentlich diskutiert worden war, untersuchte eine unabhängige Kommission die Vorwürfe. Der Bericht der Kommission vom Oktober 2023 bestätigte und erweiterte die Vorwürfe. Bereits im Februar 2023 hatte die Universität den vorzeitigen Ruhestand von Phakeng bekanntgegeben.

## Auszeichnungen und Mitgliedschaften
- 2020 eine der 50 mächtigsten Frauen Afrikas laut Forbes[10]
- Rednerin beim Internationalen Mathematikerkongress[11] (2018)
- Doktor der Wissenschaften, honoris causa, Universität Bristol
- Den Orden des Baobab (Silber) für ihren hervorragenden Beitrag auf dem Gebiet der Wissenschaft und die Vertretung Südafrikas auf der internationalen Bühne durch ihre herausragende Forschungsarbeit, die ihr vom damaligen Präsidenten Südafrikas Jacob Zuma überreicht wurde, April 2016.
- Auszeichnung des CEO-Magazins als einflussreichste Frau im Bereich Bildung und Ausbildung in Südafrika, August 2013.
- NSTF-Preis für die herausragendste Senior Black Female Researcher der letzten 5 bis 10 Jahre in Anerkennung ihrer innovativen, qualitativ hochwertigen Forschung zum Lehren und Lernen von Mathematik in mehrsprachigen Klassenzimmern, Mai 2011.
- Golden Key International Honour Society: Ehrenmitgliedschaft auf Lebenszeit, Mai 2009[12]
- Association of Mathematics Education of South Africa (AMESA): Ehrenmitgliedschaft auf Lebenszeit, Juli 2009
- Amstel Salute to Success: Finalistin, 2005
- Dr. T. W. Khambule-Forschungspreis für die herausragendste junge schwarze Forscherin des Jahres 2003: Verliehen von der National Student Travel Foundation (NSTF; Mai 2004)
- Auszeichnung für hervorragende Dienste (Kategorie Bildung). Verliehen von der Kirche Sunday Sun and Christ Centred Church, 2004.
- Finalistin für die SA-Frau des Jahres in der Kategorie Wissenschaft und Technologie (2003).
- Prestige National Award South Africa’s Inspirational Women Achievers Award – verliehen von RCS MediaGroup, Juni 2003.
- NRF-Thuthuka-Preis (2003–2008)
- Stipendium der National Research Foundation (NRF) / National Science Foundation (USA/Südafrika), 2001 und 2003
- Mellon-Preis (1998–2000)
- SAB Women in Rural Areas Award (1997)

## Positionen
- Vizekanzlerin der Universität Kapstadt (seit 2018)[3]
- Vizedirektorin für Forschung und Innovation und geschäftsführende Dekanin des College of Science Engineering and Technology der Universität von Südafrika
- Ehrenprofessorin der Witwatersrand-Universität
- Außerordentliche Professorin der Tshwane University of Technology
- Stellvertretende Vorsitzende des Nationalkomitees für die Internationale Mathematik-Union
- Treuhänderin der FirstRand Limited Foundation
- Treuhänderin der Stiftung Telkom SA
- Vorstandsmitglied des Internationalen Wissenschaftsrates (ICSU)
- Geschäftsführerin von Pythagoras[1]

## Publikationen
- Researching Possibilities in Mathematics, Science and Technology Education. Nova Science Publishers, Hauppauge (New York) 2009, ISBN 978-1-60692-292-7. Google-Books.